# Tutti i battiti del mio cuore
Tutti i battiti del mio cuore (De battre mon cœur s'est arrêté) è un film del 2005 diretto da Jacques Audiard. La pellicola, che ha vinto molti premi sia in patria che all'estero, ottenendone ben 8 (su 10 candidature) ai Premi César 2006, è un remake del film Rapsodia per un killer di James Toback.

## Trama
Thomas Seyr da ragazzino aveva un gran talento al pianoforte, ma per diverse ragioni, tra cui la morte della madre e l'opposizione del padre, nel corso degli ultimi anni ha accantonato il suo desiderio di diventare un musicista. Ora lavora in una ditta immobiliare, dove sbriga i compiti più difficili e loschi, come liberare con la violenza gli edifici dagli occupanti abusivi; ogni tanto aiuta (anche economicamente) suo padre Robert, invischiato continuamente in affari illegali.
Un giorno l'incontro casuale con il suo vecchio insegnante di pianoforte fa riaccendere in Thomas la sua passione per la musica; dietro la promessa di un'audizione, decide di rimettersi a suonare e comincia a prendere lezioni da una giovane insegnante, Miao-Lin, appena arrivata a Parigi, che parla vietnamita e cinese, ma nemmeno una parola di francese. Tuttavia, ora che la musica è ritornata prepotentemente nella sua vita, Thomas è costretto a sacrificare tutto il resto, a partire dal lavoro e dal rapporto con il padre, contrario alla sua decisione di rimettersi a suonare e coinvolto in un pericoloso affare con un mafioso russo.

## Titolo
Il titolo originale del film, ossia De battre mon coeur s'est arrêté, è ripreso da una strofa della canzone La fille du père Noël di Jacques Dutronc.

## Critica
- È il ritratto di un giovane uomo diviso in due da una serie di conflitti (...) La cinepresa di Audiard bracca lui e gli altri personaggi, sottolineandone i gesti, i particolari, le sfumature. Commento del dizionario Morandini che assegna al film tre stelle su cinque di giudizio.[1]
- Il dizionario Farinotti assegna al film tre stelle su cinque di giudizio, senza però fornire alcun commento.[2]

## Riconoscimenti
- Festival di Berlino
  - Orso d'argento per la colonna sonora
- Premi César 2006
  - Miglior film
  - Miglior regista
  - Miglior sceneggiatura
  - Migliore attore non protagonista (Niels Arestrup)
  - Migliore promessa femminile (Linh Dan Pham)
  - Migliore fotografia
  - Miglior montaggio
  - Miglior colonna sonora
- Premi Lumière 2006
  - Miglior film
  - Miglior attore (Romain Duris)
- British Academy of Film and Television Arts
  - Miglior film

L'autorevole rivista del British Film Institute Sight & Sound l'ha indicato fra i trenta film chiave del primo decennio del XXI secolo.